# 하야시 한계
하야시 한계는 정해진 질량의 항성이 지닐 수 있는 최대의 반지름 값이다. 어떤 항성이 유체정역학적 균형 상태(내부로 잡아당기는 중력과 플라즈마의 복사압이 균형을 이루고 있는 것)에 있을 경우, 이 항성은 하야시 한계에 의해 정의된 반지름보다 덩치가 커질 수 없다. 하야시 한계는 항성이 뭉쳐서 생겨나는 과정 및 핵융합 작용을 통해 내부 수소를 모두 소진한 뒤의 과정 등 항성 진화에 있어 중요한 의미가 있다.
헤르츠스프룽-러셀 도표는 광도와 유효 온도에 따라 항성들을 표시하고 있다. 도표상에서 하야시 한계는 약 3,500 켈빈을 지나는 수직선을 그린다. 온도가 낮은 별들은 별 전체가 대류층으로 이루어져 있으며 이들 별의 모형에 의하면 도표상에서 하야시 한계 오른쪽 영역(3,500 켈빈보다 유효 온도가 낮은 경우)에서는 유체정역학적 균형이 이루어질 수 없다. 따라서 하야시 한계 왼쪽에 있는 별들은 모두가 일생동안 유체정역학적 균형 상태에 있으며 한계 오른쪽 영역은 '금지된 장소'로 분류할 수 있게 된다. 그러나 하야시 한계가 적용되지 않는 경우도 있다. 대표적인 것이 수축 단계에 있는 원시별로 이들은 강력한 자기장 때문에 별 내부의 에너지가 대류 작용을 통해 원활히 움직이는 데 방해를 받게 된다.
적색 거성은 헬륨 연소 과정을 통해 외포층이 확장된 상태의 별이다. 거성 단계에서 항성은 HR 도표에서 우상단으로 이동한다. 그러나 적색 거성 단계에서도 하야시 한계 오른쪽으로 이동하지는 않는데, 이는 적색 거성도 하야시 한계를 넘을 정도로 부풀지는 않는다는 의미이다.
하야시 한계는 일본의 천체물리학자 하야시 추시로의 이름을 따라 지어졌다.

## 같이 보기
- 하야시 경로
- 에딩턴 한계

## 참고 문헌
1. ↑  Martin Schwarzschild (1975년 5월 27 ~ 29일). “The Study of Stellar Structure”. 《Theoretical Principles in Astrophysics and Relativity》 (University of Chicago: University of Chicago Press): 1-14.
2. ↑  
Clowes, Chris (2005년 7월 3일). “Hertzsprung-Russell Diagram”. Peripatus. 2007년 5월 10일에 원본 문서에서 보존된 문서. 2008년 8월 31일에 확인함.
3. ↑  Hayashi, Chushiro; Hoshi, Reun (1961). “Outer Envelope of Giant Stars with Surface Convection Zone”. 《Publications of the Astronomical Society of Japan》 13: 442–449.
4. ↑  Tenn, Joe (2004년 6월 8일). “Chushiro Hayashi”. Sonoma State University. 2016년 3월 4일에 원본 문서에서 보존된 문서. 2008년 8월 31일에 확인함.